# Bipolaris colocasiae
Bipolaris colocasiae är en svampart som först beskrevs av M.P. Tandon & Bhargava, och fick sitt nu gällande namn av Alcorn 1983. Bipolaris colocasiae ingår i släktet Bipolaris och familjen Pleosporaceae.   Inga underarter finns listade i Catalogue of Life.